# شیائوجون
شیائو ده‌جون (چینی ساده: 肖德俊؛ زادهٔ ۸ اوت ۱۹۹۹) که با نام شیائوجون (انگلیسی: Xiaojun) شناخته می‌شود، خواننده و بازیگر چینی است که در کره جنوبی فعالیت می‌کند. او عضو گروه پسرانه کره‌ای ان‌سی‌تی و زیرگروه آن به نام وی‌وی است.

## حرفه

### ۲۰۱۵–۲۰۱۸: پیش از آغاز به کار رسمی
در سال ۲۰۱۵، شیائوجون در برنامهٔ واقع‌نمای اکس-فایر (به چینی: 燃烧吧少年) که از شبکهٔ تلویزیونی ژجیانگ پخش می‌شد، شرکت کرد. او در این برنامه در کنار ۱۵ کارآموز دیگر برای تبدیل شدن به آیدل آموزش دید. با این حال، موفق نشد به ترکیب نهایی گروه آیدل چینی اکس ناین راه یابد.
در ۳ دسامبر ۲۰۱۶، شیائوجون به‌همراه پدر و برادرش در برنامهٔ قلب چینی ما (به چینی: 中国情) که از شبکهٔ سی‌سی‌تی‌وی ۴ پخش می‌شد، حضور یافت. این سه نفر در آن برنامه قطعه‌ای با عنوان «شعر کودکانه‌ای که پدر نوشت» (به چینی: 父亲写的童文诗) را اجرا کردند.
در ۱۷ ژوئیه ۲۰۱۸، شیائوجون به‌عنوان یکی از اعضای اس‌ام روکیز معرفی شد؛ گروهی از کارآموزان شرکت اس‌ام انترتینمنت که برای حضور احتمالی در گروه‌های آیدل آینده آموزش می‌دیدند. او همراه با هندری و یانگ‌یانگ که بعدها هم‌گروهی‌هایش شدند، معرفی شد.

### ۲۰۱۹–تاکنون: آغاز فعالیت با ان‌سی‌تی، وی‌وی و فعالیت‌های انفرادی
در دسامبر ۲۰۱۸، اعلام شد که شیائوجون عضوی از زیرگروه چینی گروه پسرانه کره‌ای ان‌سی‌تی با نام وی‌وی خواهد بود. این گروه با مدیریت زیرمجموعهٔ چینی اس‌ام انترتینمنت، به نام لیبل وی فعالیت می‌کند. زیرگروه هفت نفرهٔ وی‌وی به‌طور رسمی در ۱۷ ژانویه ۲۰۱۹ با نخستین آلبوم چندآهنگهٔ خود به نام د ویژن آغاز به کار کرد. تک‌آهنگ اصلی این آلبوم با عنوان «Regular»، نسخهٔ ماندارین ترانه‌ای به همین نام از ان‌سی‌تی ۱۲۷ بود.
در سال ۲۰۲۰، شیائوجون با ژو می از گروه سوپر جونیور و همچنین هم‌گروهی‌اش کون از وی‌وی در تک‌آهنگ «I'll Be There» همکاری کرد که در ۲۸ فوریه ۲۰۲۰ منتشر شد.
در اکتبر همان سال، شیائوجون نخستین حضور خود را در زیرگروه ان‌سی‌تی یو با تک‌آهنگ «Make A Wish (Birthday Song)» تجربه کرد.
شیائوجون در ۱۶ ژوئن ۲۰۲۱ به‌همراه کون، عضو دیگر وی‌وی، زیرگروه جدیدی به نام وی‌وی-کون اند شیائوجون را تشکیل دادند و با تک‌آهنگ آغازین «Back To You» به‌طور رسمی فعالیت خود را آغاز کردند.